# Liste extremer Wetterereignisse weltweit
Die Liste von Wetterereignissen weltweit gibt eine Übersicht über als Unwetter bezeichnete Extremwetterereignisse, darunter auch Naturkatastrophen (Schadereignisse) von historischer Bedeutung. Die Namen werden nach nationalen Gewohnheiten vergeben, siehe Namensvergabe für Wetterereignisse. Für den europäischen Raum gibt es die Liste von Wetterereignissen in Europa.

## Liste (Auswahl)
| Zeitraum                             | Name                               | Ereignis                            | Region                                                     | Opfer                                            | Bemerkungen |
| ------------------------------------ | ---------------------------------- | ----------------------------------- | ---------------------------------------------------------- | ------------------------------------------------ | --- |
| 1816                                 | Jahr ohne Sommer                   | Kälteanomalie                       | weltweit                                                   | ≈ 90.000 Tote                                    | Folge des Ausbruchs des Vulkans Tambora im heutigen Indonesien                                                                                                   |
| 1876–1879                            |                                    | Dürre, anschließende Kälteanomalie  | Nordchina, z. T. Indien                                    | ≈ 13 Mio. Tote (China), ≈ 1,5 Mio. Tote (Indien) | |
| Januar 1888                          | Schoolchildren’s Blizzard          | Blizzard                            | Great Plains, Nordamerika                                  | mind. 235 Tote                                   | |
| März 1888                            | Großer Schneesturm von 1888        | Blizzard                            | Ostküste der USA                                           | ≈ 400 Tote                                       | Schneehöhen von bis zu 1,30 m Höhe, Schneeverwehungen von über 15 m Höhe                                                                                         |
| 08. September 1900                   | Galveston-Hurrikan                 | Hurrikan                            | Ostküste der USA                                           | ≈ 6.000–12.000 Tote                              | |
| 15. Juli 1911                        | Starkregen auf den Philippinen     | Starkregen in Verbindung mit Taifun | Baguio City, Luzon, Philippinen                            |                                                  | 1168 mm Niederschlag binnen 24 Stunden, 2210 mm Niederschlag insgesamt. Das Ereignis führte dazu, dass fortan bagyo als Tagalog-Wort für Taifun verwendet wurde. |
| November 1927                        | Neuengland-Hurrikan                | Hurrikan                            | Neuengland                                                 |                                                  | alleine an den größeren Flüssen wurden 1.258 Brücken zerstört |
| 1930–1937                            | Dust Bowl                          | Dürre                               | Great Plains, Südstaaten der USA                           |                                                  | Pleite fast aller Farmer im Mittleren Westen, Auswanderungswelle nach Kalifornien                                                                                |
| Oktober 1959                         | Mexiko-Hurrikan                    | Hurrikan                            | Mexiko                                                     | 1.800 Tote                                       | |
| 13. November 1970                    | Zyklon in Ostpakistan 1970         | Zyklon                              | Golf von Bengalen                                          | 300.000 Tote                                     | |
| 03.–9. Februar 1972                  | Blizzard im Iran                   | Blizzard                            | Iran                                                       | mind. 4000 Tote                                  | Schneesturm über den Großteil des Irans |
| August 1975                          | Taifun Nina                        | Taifun                              | China                                                      | über 100.000 Tote                                | |
| Oktober 1979                         | Taifun Tip                         | Taifun                              | Japan                                                      | 99 Tote                                          | Bis dato stärkster gemessener tropischer Wirbelsturm. |
| 1980                                 |                                    | Hitzewelle                          | Südstaaten der USA                                         | mind. 1.265 Tote                                 | in Memphis, Atlanta Temperaturen bis 42 °C, New York 38 °C, in den betroffenen Gebieten wird 80 % der Ernte vernichtet                                           |
| Januar/Februar 1985                  | Kältewelle in Nordamerika          | Kälteanomalie                       | Nordamerika                                                | mind. 126 Tote                                   | in Utah am 1. Februar 1985 −56 °C |
| Oktober 2004                         | Taifun Tokage                      | Taifun                              | Japan                                                      | 99 Tote, 704 Verletzte und 4 Vermisste           | |
| August 2005                          | Hurrikan Katrina                   | Hurrikan                            | Golfküste der USA                                          | 1.392 Tote                                       | Überschwemmung von New Orleans, einer der drei stärksten Hurricanes seit Beginn der Wetteraufzeichnung in den Vereinigten Staaten                                |
| Januar/Februar 2011                  | Groundhog Day Blizzard             | Blizzard                            | nordöstliches Nordamerika                                  | 14 Tote                                          | |
| August 2011                          | Hurrikan Irene                     | Hurrikan                            | Karibik und Ostküste der USA                               | 56 Tote                                          | |
| Oktober 2012                         | Hurrikan Sandy                     | Hurrikan                            | Karibik                                                    | 285 Tote                                         | Schaden in Höhe von ≈ 75 Mrd. US-$ |
| Februar 2013                         | Blizzard Nemo                      | Blizzard                            | nordöstliches Nordamerika                                  |                                                  | ≈ 600.000 Haushalte ohne Strom und Heizung |
| November 2013                        | Taifun Haiyan                      | Taifun                              | insbesondere Philippinen                                   | 6.340 Tote                                       | |
| Oktober 2015                         | Hurrikan Patricia                  | Hurrikan                            | Zentralamerika                                             | 6 Tote                                           | |
| Februar 2016                         | Zyklon Winston                     | Zyklon                              | Südpazifik, Fidschi                                        | mind. 43 Tote                                    | |
| 29. Mai 2017                         |                                    | Monsun                              | Sri Lanka                                                  | 169 Tote                                         | |
| 30. August 2017 – 14. September 2017 | Hurrikan Irma                      | Hurrikan                            | Karibik                                                    | 37 Tote                                          | |
| September 2017                       | Hurrikan Maria                     | Hurrikan                            | Karibik                                                    | mind. 3000 Tote                                  | über 96 Mrd. Dollar Schaden |
| Oktober 2018                         | Hurrikan Michael                   | Hurrikan                            | USA, Zentralamerika                                        | mind. 33 Tote                                    | u. a. Stromausfälle in über 520.000 Haushalten und Geschäften |
| 23. Mai 2020                         | Superzyklon Amphan                 | Zyklon                              | Indien, Bangladesh                                         | mind. 100 Tote                                   | |
| Juli 2021                            | Hitzewelle in Nordamerika 2021     | Hitzewelle                          | USA                                                        | mind. 840 Tote                                   | u. a. Stromausfälle, Waldbrände |
| Juli 2021                            |                                    | Monsun                              | Indien, Maharashtra                                        | > 190 Tote                                       | |
| 15.–17. Dezember 2021                | Taifun Rai, (lokal:) Taifun Odette | Taifun                              | Philippinen: von Siargao; via Bohol; bis Negros Occidental | mind. 375 Tote, 500 Verletzte                    | Windgeschwindigkeit bis 195 km/h, 5 Mio. Menschen zeitweise ohne Strom, 380.000 flüchteten                                                                       |